# خس صغير الرأس
الخس صغير الرأس (باللاتينية: Lactuca microcephala) نوع نباتي عشبي يتبع جنس الخس من الفصيلة النجمية.

## الموئل والانتشار
موطنه بلاد الشام وتركيا وأرمينيا.

## مرادفات للاسم العلمي
- (باللاتينية: Cephalorrhynchus microcephalus)
- (باللاتينية: Cephalorrhynchus candolleanus)
- (باللاتينية: Cephalorrhynchus kirpicznikovii)
- (باللاتينية: Lactuca kirpicznikovii)